# Журка (Румунія)
Журка (рум. Jurca) — село у повіті Клуж в Румунії. Входить до складу комуни Реча-Крістур.
Село розташоване на відстані 358 км на північний захід від Бухареста, 39 км на північ від Клуж-Напоки.

## Населення
За даними перепису населення 2002 року у селі проживали 78 осіб.
Національний склад населення села:
| Національність | Кількість осіб | Відсоток |
| -------------- | -------------- | -------- |
| румуни         | 60             | 76,9%    |
| цигани         | 17             | 21,8%    |

Рідною мовою назвали:
| Мова      | Кількість осіб | Відсоток |
| --------- | -------------- | -------- |
| румунська | 70             | 89,7%    |
| циганська | 7              | 9,0%     |